# Georg Listing
Georg Moritz Hagen Listing (Halle, Sajonia-Anhalt; 31 de marzo de 1987) es un músico alemán conocido por ser el bajista y cofundador de la banda Tokio Hotel.

## Biografía
Georg Moritz Hagen Listing, más conocido como Georg Listing, comenzó a tocar el bajo a los trece años. Con sus compañeros de estudio, los gemelos Kaulitz y Gustav Schäfer formaron el grupo «Devilish», con el que hicieron varios espectáculos.  Esta agrupación, después de firmar un contrato con Universal Music, se cambió el nombre a «Tokio Hotel». Su estilo tiene influencias de Flea, de Red Hot Chili Peppers. Es el mayor del grupo.

## Discografía
- Schrei (2005)
- Zimmer 483 (2007)
- Scream (2007)
- Humanoid (2009)
- Kings of Suburbia (2014)
- Dream Machine (2017)
- 2001 (2022)